# جيمس شيلتون ديكنسون
جيمس شيلتون ديكنسون (بالإنجليزية: James Shelton Dickinson)‏ هو محامي وسياسي أمريكي، ولد في 18 يناير 1818 في مقاطعة سبوتسيلفانيا في الولايات المتحدة، وتوفي في 23 يوليو 1882.